# Leon (Sicília)
Leon (en llatí Leon, en grec antic Λέων) era una petita ciutat de la costa oriental de Sicília, prop de Siracusa. Els atenencs la van fer servir quan van desembarcar durant la seva expedició siciliana (415-413 aC), i també la van utilitzar els romans per atacar Siracusa, segons diuen Tucídides i Titus Livi.